# Hubert Duprat
Pour les articles homonymes, voir Duprat.
Hubert Duprat né en 1957 à Nérac, est un artiste contemporain français. Il vit et travaille dans le sud de la France.

## Biographie
(juillet 2018).
- Si vous ne connaissez pas le sujet, laissez ce bandeau (vous pouvez alors contacter les auteurs).
- Si vous supprimez le contenu mis en cause (vous pouvez préalablement contacter les auteurs),

argumentez précisément cette suppression dans la page de discussion
(un manque de référence n'est pas un argument ; une recherche réelle de référence doit avoir été effectuée, être formellement documentée).
Autodidacte, Hubert Duprat s’est fait connaître au début des années 1980 grâce à son travail sur les larves de Phryganes encore appelées Trichoptères qui ont pour particularité de se bâtir un fourreau mobile et composite à l’aide d’accessoires extérieurs présents dans leur milieu de vie (brindilles, feuilles, graviers, grains de sable, sédiments, coquilles de planorbes et autres escargots aquatiques). Spéculant sur les capacités constructives et plus précisément reconstructives de ces larves, Hubert Duprat a imaginé un dispositif expérimental dans lequel il les contraint à travailler à l’aide de matériaux singuliers : des paillettes, des pépites d’or et des fils d’or, des perles ainsi que des pierres précieuses et semi-précieuses taillées en cabochon ou à facettes (diamants, émeraudes, rubis, saphirs, turquoises, opales, lapis-lazuli), les insectes devenant ainsi joailliers et leur écrin pièces d’orfèvreries.
Tel un artiste conceptuel partisan d’un art cosa mentale, Hubert Duprat montre ainsi depuis une trentaine d’années un désir constant de recouper les champs, d’initier des rapprochements inédits, d’associer connaissances scientifiques, citations mythologiques, allusions symboliques, références littéraires, savoir-faire très divers. Au sein de son atelier-bibliothèque, un laboratoire situé à mi-chemin entre un studiolo et un cabinet d’amateur, Hubert Duprat feuillette et compulse au gré de ses humeurs des ouvrages traitant aussi bien de littérature, que d’archéologie, d’histoire, de philosophie, d’optique, de sciences naturelles ou encore d’histoire des techniques.
Artiste dilettante, sympathisant d’une tradition artistique héritée de la Renaissance qui ne cloisonne pas les différentes formes d’investigation et de curiosité, l’artiste considère le monde comme un répertoire inépuisable d’images minérales, végétales, animales et culturelles.
Mêlant formation naturelle et artifice, il explore, généralement à contre-emploi, toutes sortes de matériaux (os, ivoire, nacre, or, mica, pâte à modeler, quartz, galet, magnétite, corail, ambre, ébène, marbre, bétons, cuivre, fils de lin, etc.) plus ou moins précieux, rudimentaires, denses, translucides, stables, bruts lisses, etc.
Proposant une véritable fusion des arts dits majeurs et mineurs, ses mises en œuvre procèdent de contaminations réciproques, de détournements incongrus, de jeux de correspondances imprévisibles. Matériellement et/ou formellement ambiguës, elles se jouent de nos perceptions (qu’elles soient visuelles, tactiles ou parfois olfactives) en proposant des effets de surfaces via différents assemblages, placages, pavages, différentes marqueteries, mosaïques ou autres techniques de recouvrement.
Elles mettent en avant et questionnent le processus, la dimension anthropologique et artisanale du geste qui les a fait naître, une fabrique déléguée aux meilleurs ouvriers qui soient –larves ou autres collaborateurs dont les pratiques relèvent souvent des arts appliqués.
À la fois minimales et maniéristes, mystérieuses et complexes, étranges et poétiques, les œuvres sculpturales d’Hubert Duprat touchent aux questions postmodernes de la survivance, de l’actualisation et du réemploi.
En 2020, le Musée d'art moderne de la Ville de Paris lui consacre une rétrospective.
Hubert Duprat est représenté par la galerie Art : Concept à Paris.

## Expositions personnelles (sélection)
1985
- Réfectoire des Jacobins (préfiguration du Musée d’art moderne), Toulouse.

1988
Galerie Jean-François Dumont, Bordeaux.
1989
- Galerie de la Villa Arson, Centre national d’art contemporain, Nice.
- Galerie Jean-François Dumont

1990
- La Criée, halle d’art contemporain, Rennes.

1992
- Hôtel Saint-Simon, Frac Poitou-Charentes, Angoulême.

1994
- Le Creux de l’Enfer, Thiers.

1995
- Villa Arson, Centre national d’art contemporain, Nice
- Galerie Studio 20, Moscou.

1998
- Musée Picasso, Antibes.
- Frac Limousin, Limoges.

1999
- Mamco, Genève

2001
- Sale Miro Quesada Garland Miraflores-Lima
- Galeria Zero, Piacenza

2005
- Galerie Art Concept, Paris

2008
- Centre International d’Art et du Paysage, Vassivière

2009
- Frac Languedoc-Roussillon, Montpellier

2011
- Norwich Museum, Norwich
- Vrac, Millau

2012
- Galerie Art Concept, Paris.
- Galerie Caterina Tognon, Venise.
- Galerie Live in your head, Genève

### 2013
- Musée Henri Prades, Lattes

2014
- Mona, Hobart
- La verrière, Fondation d'entreprise, Hermès, Bruxelles

2019
- Galerie Art Concept, Paris

2020
- Musée d'art moderne de la ville de Paris

## Expositions collectives depuis 2006 (sélection)
2006
- TERMINATOR[5], 40mcube, Rennes. Commissariat : 40mcube

2010
- Prisonniers du soleil, Le Plateau, Paris.
- Bild für Bild, Museum Ostwall, Dortmund.

2011
- Wani, Fondation Ricard, Paris.
- Du cristal à la fumée (2), Galerie Poggi-Bertoux, Paris.
- Crystal world, Royal Society, Londres.

2012
- Micro Mania, Galerie Gagosian, Paris

2013
- Des gestes de la pensée, La Verrière, Bruxelles.
- The Red Queen, Mona, Hobart.
- Desert Plains and Internet Memes, Galerie Art Concept, Paris.
- Coral, Something Rich and Strange, Manchester Museum, Manchester.
- Wunderkamer, Arte, Natura, Meraviglia ieri e oggi, Museo Pezzoli, Milan.
- Ni bois pour construction, ni stères d'allumettes, Maison des Arts de Grand Quevilly.

2014
- Dries Van Noten, Musée des Arts Décoratifs, Paris.
- Disparitions réciproques, Frac Poitou-Charentes, Angoulême.
- 30 ans, Fondation Cartier pour l'art contemporain, Paris.

2015
- Le cours des choses, Galerie Art Concept, Paris.
- Dries Van Noten, Inspirations, ModeMuseum, Antwerpen.
- Construire une collection, Villa Paloma, Nouveau Musée National de Monaco.
- Slip of the tongue, Punta della Dogana, Fondation Pinault, Venise.
- Air de jeu, Centre Georges Pompidou, Paris.
- Là où commence le jour, LaM, Villeneuve d' Ascq.
- Walks and displacements, Andrew Kreps Gallery, New York.

Volos (2013), hache néolithique, pain d'argile sous plastique, est exposé dans le cadre de l'exposition Les choses. Une histoire de la nature morte au musée du Louvre du 12 octobre 2022 au 23 janvier 2023, parmi les œuvres de l'espace nommé « Ce qui reste ».

#### Catalogues d'expositions
- Hubert Duprat, IN Magazine, Galerie Images nouvelles/ Jean-François Dumont, Bordeaux, 1986. Texte de Eric Audinet. (français/anglais)
- Hubert Duprat, Galerie Jean-François Dumont, Bordeaux, 1988. Texte de Ramon Tio Bellido. (français/anglais)
- Hubert Duprat, Hôtel des Arts, Paris, 1991. Textes de Christian Besson, Catherine Perret et Jean-Marc Poinsot. (français/anglais)
- Hubert Duprat, Frac Poitou-Charentes, Angoulême, 1992. Texte de Michel Assenmaker. (français/anglais)
- Hubert Duprat, Musée Picasso, Antibes, Mamco, Genève, Frac Limousin, Limoges, 1998. Textes de Stephen Bann, Maurice Frechuret et Roland Recht. (français/anglais)
- Hubert Duprat, Sale Arte Contemporaneo Luis Miro Quesada Garland, Miraflores-Lima, 2001. Textes de Françoise Chaloin, Maribel Koeniger et Ramon Tio Bellido. (espagnol)
- Hubert Duprat Theatrum, Collection reConnaître, RMN, Musée départemental, Digne, 2002, Il filatore, Caraglio, 2002. (Édition Italienne). Textes de Christian Besson et Luc Chatel.
- Hubert Duprat, Caddis, Crystal and Company. Norwich Castle Museum & Art Gallery 2011. Textes de Stephen Bann, Guillaume Désanges et Martin Herbert. (anglais)
- Hubert Duprat, Massive centrale, coédition C.I.A.P Vassivière / Frac Languedoc-Roussillon / Silvana Édition, 2011. Textes de Fabien Faure, Patrick Javault, Simone Menegoi et Jeff Rian. (français/anglais)
- Hubert Duprat, Site Archéologique Lattara, Musée Henri Prades, Semaines n° 335 (Arles) 20013. Texte de Vincent Labaume. (français/anglais)
- Hubert Duprat, Vrac (Millau), 2013. Texte de Stéphane Got.
- Hubert Duprat, Mona (Hobart), 2014. Textes de Jane Clark, Natacha Pugnet, Adam Thorpe, David Walsh. (anglais)
- Hubert Duprat, Le Journal de la Verrière n°4, Fondation d'Entreprise Hermès, Bruxelles, 2014. Textes de Christian Besson et Guillaume Désanges. (français/anglais/néerlandais)
- Hubert Duprat, Musée d'Art Moderne de la ville de Paris, 2020, Textes de Christian Besson, Nicole Caligaris, Jessica Castex, Noëlle Chabert, Patricia Falguières, Fabien Faure, Anna Gritz, Martin Herbert, Fabrice Hergott, Bertrand Prévost, Natacha Pugnet, Roland Recht et Pierre Senges.https://www.parismusees.paris.fr/fr/publications/hubert-duprat

#### Monographies
- Une œuvre de Hubert Duprat, Collection Iconotexte, Éditions Muntaner, Marseille, 2008. Textes de Thierry Davila, Jacques Demarcq, Jean-François Dumont, Anne-Laure Even, Emma-Charlotte Gobry-Laurencin, Emmanuel Latreille, Natacha Pugnet, Iñigo de Satrustegui et Didier Semin.
- Fred Léal, La nostalgie camarade? à partir d'une œuvre de Hubert Duprat, Fiction à l'œuvre, Editions Confluence/ Frac Aquitaine, Bordeaux, 2012.
- Bertrand Prévost, La table du Trichoptère, collection N'est-ce-pas?, Haute Ecole d'Art et de Design, Genève, 2013.
- Nicole Caligaris, Le jour est entré dans la nuit, Hubert Duprat, François Bourin, Paris, 2015. https://journals.openedition.org/critiquedart/19270
- Natacha Pugnet, Volos, Fage Editions, Lyon, 2019. http://www.fage-editions.com/livre/volos/
- Hubert Duprat, Miroir du Trichoptère / The Caddisfly's Mirror, Fage Editions, Lyon, 2020. (français/anglais) http://www.fage-editions.com/livre/miroir-trichoptere-the-caddisflys-mirror/
- Collectif, Les Écrits restent, MF, Paris, 2020.https://www.editions-mf.com/produit/89/9782378040208/les-ecrits-restent-hubert-duprat
- Bertrand Prévost, Marqueterie générale, Hubert Duprat ", La Part de l'Oeil, Bruxelles, 2020.http://www.lapartdeloeil.be/fr/collections_details.php?cid=3&vid=27

#### Périodiques (sélection)
- Ramon Tio Bellido, "Portrait", Beaux Arts magazine, Paris, no 77, 1990.
- Mo Gourmelon, "Concrete Excess, The Art of Hubert Duprat", Arts Magazine, New York, vol. 66, no 5, 1992.
- Michel Assenmaker, "Hubert Duprat", Forum, Antwerpen, no 17, 1993.
- Didier Arnaudet, "Hubert Duprat, un art de couper et d’isoler", Art Press, Paris, no 198, 1995.
- Emmanuel Latreille, "Cassé-collé", Hors d'Oeuvre, Dijon, n°0, 1997.
- Iñigo de Satrustegui, "Larves asquatiques de Trichoptères par Duprat", Beaux Arts, Paris,n°14, mars 1997.
- Christian Besson/Hubert Duprat, "Wonderful Caddis- Worm", Leonardo MIT Press, San Francisco, vol.31, no 3, 1998.
- Florence Rigou, "Hubert Duprat un fantasmede totalité", Clinic, Vélizy-Villacoublais, vol.19, 1998.
- Herve Aubron, "Le geste, le lieu et l’empreinte:Hubert Duprat", Vertigo, Paris, no 19, 1999.
- Frédéric Paul, "Hubert Duprat : La bibliothèque de l’instituteur", Les Cahiers du Musée national d'art moderne Centre Georges Pompidou, Paris, no 72, 2000.
- Ramon Tio Bellido, "Les bêtes d'Hubert Duprat", Collezionisni, Periodico Del Palazzo Delle Papesse, Sienne, n°3, printemps 2000.
- Maribel Koeniger, Caméra Obscura, Salon bleu, Chambre claire, étui doré, Kunstforum, Ruppichteroth, no 151, 2000.
- Michel Tournier, "Hubert Duprat ou la nature compromise", Patek Philippe, The International Magazine, Londres, n°7, mai 2000.
- Isabelle Fougère, "Hubert Duprat et les Trichoptères", La place de l'animal vivant dans la création, Recherches Poétiques, Valenciennes, n°9, printemps 2000.
- Inigo de Satrustegui, "Hubert Duprat ou l’atelier sans fin", Les carnets de Tournefeuille, Montolieu, 2003.
- Natacha Pugnet, "Les métiers d’Hubert Duprat", Les Figures de l’art, Pau, no 7, 2004.
- Jeffrey Kastner, "Trichopterae", Cabinet, New York, no 25, 2007.
- Natacha Pugnet, "Le collier de l’Histoire-à propos des expositions récentes d’Hubert Duprat", 20/27 , Paris, no 4, 2010.
- L.R. Nascimento Garcez, "Procedimentos e reverberaçoes: um olhar sobre a exposiçao Massive Centrale de Hubert Duprat", Palindromo, Florianopolis, n°6, 2011.
- Alexandre Mare, "Matière et manière", Art Press, Paris, n°386, 2012.
- Guillaume Désanges, "Hubert Duprat, Against the Grain", Mousse, Milan, n°32, 2012.
- Nicole Caligaris, "Duprat, le jour est entré dans la nuit-fragments", Celebrity Café, Paris, n°1, 2013.
- Fredéric Paul, "Hubert Duprat", Pinault Collection, Paris, n°4, 2015.
- L. R. Nascimento Garcez, "Hubert Duprat: une poétique de paradoxes temporels", in Vertu des contraires, art, artistes, société (dir. Patrick Lhot) P.U.P. Aix-en-Provence, 2018.
- Anaël Pigeat, “Olivier Antoine choisit les bêtes d’Hubert Duprat”, in The Art Newspaper, Paris, n°20 juin 2020.
- Camille Paulhan, “Hubert Duprat, il n’y a pas de période larve”, in Art Press, Paris, octobre 2020.
- Anne-Cécile Sanchez, "Tout l'oeuvre étonnante d'Hubert Duprat", Le Journal des Arts, Paris, n° 556, novembre 2020.
- Jean-Marc Huitorel, "Portrait d’artiste: Hubert Duprat", Critique d’art, Rennes, n° 55, automne / hiver 2020.

#### Ouvrages généraux (sélection)
- Jean-Marc Poinsot, L’atelier sans mur, ArtEdition, Villeurbanne, 1991.
- Didier Semin, Le peintre et son modèle déposé, Éditions du MAMCO, Genève, 2001.
- Linda Weintraub, In the Making (Creative Options for Contemporary Art), d.a.p (New York). 2003.
- Christian Besson, Abductions, Mamco, Genève, 2006.
- Stephen Bann, Ways around modernism, Routledge, New-York, Londres, 2007.
- Roland Recht, Point de fuite: Les images, des images, des images, Beaux arts de Paris les éditions, Paris, 2009.
- Simone Menegoi, "Artistes commissaires", Art Press, n °395, Paris, décembre 2012.
- Marion Endt-Jones, "Living Jewels, Creepy Crawlers and Robobugs : Insects in the Wunderkammer, Surrealism and Contemprary art ", in C. Skovbjerg Paldam & J. Wamberg, Art, Technology and Nature, Renaissance to Postmodernity, Routledge, Londres & New York, 2015.
- Pierre Montebello, Métaphysiques cosmomorphes, La fin du monde humain, Coll. Drama/Les Presses du Réel, Dijon, 2015.
- Alexandre Mare, “Hubert Duprat, Matière et Manière” et “ Des choses paradoxales, Caillois-Duprat”, in Constellations, Hippocampe, Lyon, 2018.
- David Walsh, Art From Mona with really brilliant titles, Museum of Old and New Art, Hobart, 2018.
- David Walsh, Art From Mona that is probably not art, Museum of Old and New Art, Hobart, 2018.
- Christian Besson, "Inventer l'avoir", in Etre et Avoir, Beaux Arts de Nîmes et Fage Editions, Lyon 2019.
- Concepcion Cortés Zuleta, "Two Diverging Cosmologies from the Tiny to the Hugues: Lizang Shaoji and Hubert duprat's Artistic Collaboration with silkworms and Caddisflies" in Alexandra Böhm and Jessica Ullrich, Animal Encounters Contact, Interaktion und Relationalität, J.B. Metzler, Stuttgart, 2019.